# Larvenwaldsänger
Der Larvenwaldsänger (Myioborus miniatus) ist ein kleiner Singvogel aus der Gattung Myioborus in der Familie der Waldsänger (Parulidae). Er ist die am weitesten verbreitete Art der Gattung. Das Verbreitungsgebiet erstreckt sich vom südwestlichen Nordamerika über Zentralamerika bis Südamerika. Die IUCN listet sie als „nicht gefährdet“ (least Concern).

## Merkmale
Larvenwaldsänger erreichen eine Körperlänge von 13 bis 13,5 Zentimetern und wiegen um die 9,5 Gramm. Die Flügellänge beträgt beim Männchen 5,8 bis 6,7 Zentimeter, beim Weibchen 5,8 bis 6,5 Zentimeter. Adulte männliche Larvenwaldsänger der Nominatform haben ein schiefergraues Kopf- und Oberseitengefieder. Der Kronenfleck ist gelbbraun-rötlich und das vordere Gesicht, die Kehle sowie der Schnabel und die Beine schwärzlich. Die Flügel sind schwärzlich mit schiefergrauen Federrändern. Charakteristisch sind wie bei allen Arten aus der Gattung Myioborus die äußeren, weißen Schwanzfedern; die restlichen Schwanzfedern sind schwärzlich. Die schwarzen Unterschwanzdecken mit den breiten, weißen Spitzen wirken wie ein quergebändertes Gitter. Das Unterseitengefieder ist zinnoberrot.
Adulte Weibchen ähneln dem Männchen. Die Unterarten unterscheiden sich außer im Unterseitengefieder kaum voneinander. So trägt die Unterart Myioborus m. hellmayri ein lachsrot-oranges Unterseitengefieder, die Unterart Myioborus m. comptus ein orange-gelbes und die Unterart Myioborus m. ballux ein gelbes mit einem orange getönten Brustgefieder.
Juvenile der Nominatform haben ein rußgraues Kopf- und Oberseitengefieder und ein gestreiftes zimtbraun-bräunliches Unterseitengefieder.

## Vorkommen, Ernährung und Fortpflanzung

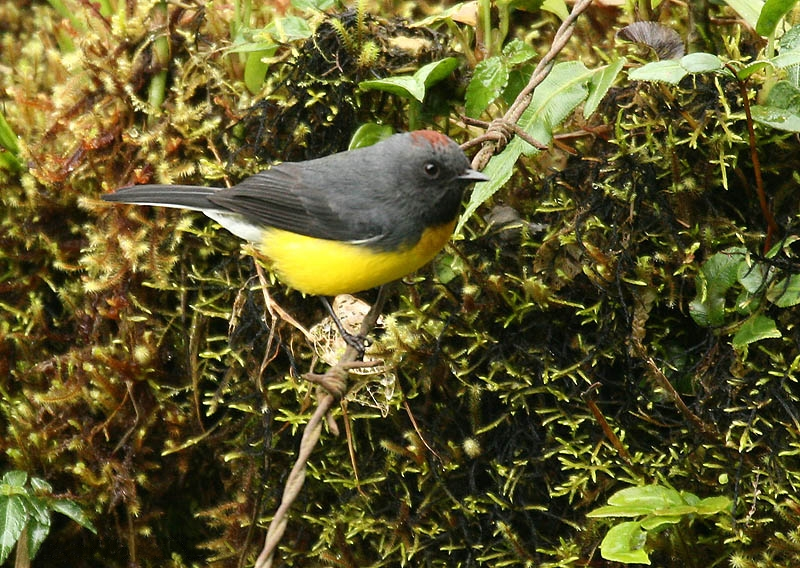
Die Unterart Myioborus m. ballux in Ecuador

Larvenwaldsänger sind zum größten Teil Standvögel und wandern nur beschränkt innerhalb der Höhenlagen der von ihnen bewohnten Standorte. Die nördlichen Unterarten wandern auch bis in den Südosten von Arizona und den Südwesten von New Mexico. Sie bewohnen in Mexiko und im Norden von Zentralamerika feuchte, bergige Kiefern- und Kiefern-Eichen-Wälder sowie Wolken- und Nebelwälder meist in Höhen von 1500 bis 3000 Metern. In Costa Rica sind sie in submontanen und montanen Wäldern in Höhen von 700 bis 2000 Metern vorzufinden, vereinzelt auch bis zu einer Höhe von 3000 Metern. In Südamerika treten sie in submontanen und montanen Wäldern in den Anden und in den Tepuis von Venezuela, Guyana und Brasilien in Höhen von 500 bis 2500 Metern auf. Beim Zusammentreffen mit dem nah verwandten Brillenwaldsänger (Myioborus melanocephalus) zeigen Larvenwaldsänger ein aggressives Verhalten. Sie ernähren sich überwiegend von Insekten und weiteren Wirbellosen.
Ihr aus Moos erbautes, napfförmige Nest legen sie in der unteren Bereichen der Vegetation oder auf dem Boden sowie an abgesackten Steilufern an. Ein Gelege besteht gewöhnlich aus zwei bis drei Eiern. Die Brutzeit unterscheidet sich je nach Standort: in Costa Rica von April bis Mai und in Kolumbien von Dezember bis Juli. Über andere Brutzeiten gibt es keine genauen Untersuchungen. Gerade flügge gewordene Jungvögel wurden in Chimborazo (Ecuador) im Februar gesichtet, im August in Mérida (Venezuela) und im Dezember in Junín (Peru). Die Bebrütungszeit beträgt 13 bis 15 Tage. Flügge werden die Jungvögel nach 12 bis 14 Tagen.

## Unterarten und Verbreitung
Es gibt zwölf anerkannte Unterarten:
- Myioborus m. miniatus (Swainson, 1827) – Hochländer in Mexiko (Sonora, Chihuahua, San Luis Potosí, Guerrero, Oaxaca und Chiapas)
- Myioborus m. molochinus Wetmore, 1942 – Sierra de los Tuxtlas im südöstlichen Veracruz
- Myioborus m. intermedius (Hartlaub, 1852) – Südmexiko (Oaxaca, Chiapas) und nördliches Guatemala
- Myioborus m. verticalis (d’Orbigny & Lafresnaye, 1837) – südliches Ecuador, zentrales Bolivien und auf den Tepuis im Süden von Venezuela, nördliches Brasilien und nördliches Guyana
- Myioborus m. aurantiacus (S. F. Baird, 1865) – östliches Costa Rica und Westpanama
- Myioborus m. ballux Wetmore & Phelps, 1944 – südöstliches Panama, nördliches Kolumbien, westliches Venezuela bis nördliches Ecuador
- Myioborus m. comptus Wetmore, 1944 – westliches und zentrales Costa Rica
- Myioborus m. connectens Dickey & van Rossem, 1928 – El Salvador und Honduras
- Myioborus m. hellmayri Van Rossem, 1936 – südliches Guatemala bis südwestliches El Salvador
- Myioborus m. pallidiventris (Chapman, 1899) – nördliches Venezuela
- Myioborus m. sanctaemartae Zimmer, 1949 – nördliches Kolumbien
- Myioborus m. subsimilis Zimmer, 1949 – südwestliches Ecuador und nordwestliches Peru